# I Am I
I Am I é uma banda de heavy rock/metal fundada pelo ex-vocalista do DragonForce ZP Theart e os músicos Phil Martini, Jacob Ziemba, Neil Salmon e Jake Thorsen.

## História
Após ter deixado o DragonForce, ZP ficou quase um ano fora do cenário musical. Depois ele encontrou um grupo de músicos dispostos a participar do seu novo projeto musical. Em 16 de abril de 2012, a banda lançou uma de suas canções de seu álbum de estréia, Event Horizon, chamado "This Is My Life" em seu site oficial. Em 4 de maio de 2012, I Am I lançou seu primeiro videoclipe oficial para a faixa "Silent Genocide".

### Event Horizon (2011 - 2012)
Event Horizon foi gravado entre o final de 2011 e o começo de 2012. I Am I foi a primeira banda de metal a lançar um álbum exclusivamente em USB. O álbum estava previsto para ser lançado em 26 de maio de 2012 com o seu show de estréia sendo realizado no dia seguinte, no O2 Academy Birmingham 2. Devido a problemas de transporte, as cópias do álbum que estavam disponíveis para compra on-line só foram enviado com cinco dias de atraso.
O álbum foi lançado pela ZeePeeTee LTD em 2012.
Em 2014, a banda sofreu uma mudança de formação e todos os membros exceto ZP Theart foram trocados. O novo baterista, Rick Smith, já havia chegado ao grupo em 2013.

### Segundo álbum de estúdio (2014-atualmente)
Em 15 de agosto, o baterista Rich Smith confirmou que o I Am I está preparando um novo álbum que poderia estar pronto ao final do mesmo ano. O álbum será gravado nos Abbey Lane Studios em Derby e incluirá "uma série de canções de hard rock, metal progressivo e algumas baladas leves também", segundo Rick.

## Discografia
- Event Horizon (2012)

1. "This Is My Life"
2. "Silent Genocide"
3. "Stay a While"
4. "Cross the Line"
5. "In the Air Tonight"
6. "King in Ruins"
7. "Kiss of Judas"
8. "Dust 2 Dust"
9. "Wasted Wonders"
10. "Pave the Way"

A edição japonesa de "Event Horizon" também contém uma faixa bônus intitulada "Inside of Me".

## Integrantes

### Formação atual
- ZP Theart – vocais (2012–atualmente)
- Rich Smith – bateria (2013–atualmente)
- Andrew Kopczyk  – guitarra  (2014–atualmente)
- Gavin Owen – guitarra  (2014–atualmente)
- Dean Markham – baixo-  (2014–atualmente)

### Ex-integrantes
- Paul Clark Jr. – bateria (2012)
- Jake Thorsen – guitarra (2012)
- Phil Martini – bateria (2012–2013)
- Jacob Ziemba – guitarra (2012–2014)
- Neil Salmon – baixo  (2012–2014)
- Andy Midgley – guitarra (2013–2014)